# Chanceaux-sur-Choisille
Chanceaux-sur-Choisille é uma comuna francesa na região administrativa do Centro, no departamento Indre-et-Loire. Estende-se por uma área de 18,45 km². Em 2010 a comuna tinha 3 560 habitantes (densidade: 193 hab./km²).